# نیکلاس برانت
نیکلاس برانت (انگلیسی: Niklas Brandt؛ زادهٔ ۲۲ نوامبر ۱۹۹۱) بازیکن فوتبال اهل آلمان است.
از باشگاه‌هایی که در آن بازی کرده‌است می‌توان به باشگاه فوتبال هالشر و باشگاه فوتبال ماگدبورگ ۱ اشاره کرد.